# Masakiyo Maezono
Masakiyo Maezono (Tōgō, Districte de Satsuma (avui Satsumasendai), Prefectura de Kagoshima, Japó, 29 d'octubre de 1973) és un exfutbolista japonès.

## Selecció japonesa
Masakiyo Maezono va disputar 19 partits amb la selecció japonesa.